# Aborto y salud mental
La relación entre aborto inducido y salud mental es un área de controversia política y ético-moral, a pesar de que diversos médicos y científicos han concluido repetidamente que el aborto inducido no representa mayores riesgos para la salud mental que llevar a término embarazos no deseados.
En 2008, la Asociación Estadounidense de Psicología concluyó tras la evidencia disponible de que el aborto inducido no aumentaba el riesgo de problemas de salud mental. En 2011, el Centro Nacional de Colaboración para la Salud Mental del Reino Unido concluyó de manera similar que el aborto no aumenta el riesgo de problemas de salud mental en comparación con el embarazo a término. El Real Colegio de Obstetras y Ginecólogos del Reino Unido arrojó la misma evidencia al encontrar que el aborto no aumentaba el riesgo de problemas de salud mental en mujeres con embarazos no deseados. Una revisión sistemática de la literatura médica sobre el aborto y la salud mental de 2008 encontró que los estudios de alta calidad, mostraron consistentemente pocas o nulas consecuencias del aborto para la salud mental, mientras que los estudios de baja calidad tuvieron más probabilidades de informar consecuencias negativas.
A pesar de la consistente opinión científica y médica, diversos grupos contra el aborto no han discontinuado de alegar vínculos entre el aborto y los problemas de salud mental. Algunos grupos contra el aborto han usado el término síndrome postaborto para referirse a los efectos psicológicos negativos que atribuyen al aborto. Dicho síndrome no es reconocido como un síndrome real por la comunidad médica general. No está incluido en el DSM-V ni en la CID-10. Los médicos profesionales y pro-abortistas han argumentado que el esfuerzo por popularizar la idea de un síndrome postaborto es una estrategia utilizada por los oponentes del aborto con fines políticos. El consenso científico y médico arroja que el aborto inducido no conlleva por sí mismo consecuencias en la salud mental de la mujer.

## Evidencia científica actual
Las revisiones sistemáticas de la literatura científica han concluido que no hay diferencias en la salud mental a largo plazo en las mujeres que realizan abortos inducidos en comparación con las mujeres en los grupos de control apropiados, es decir, las que tienen embarazos no planificados hasta el final. Si bien algunos estudios informaron una correlación estadística entre el aborto y los problemas de salud mental, estos estudios suelen tener fallas metodológicas y no tienen en cuenta factores de confusión o, como ocurre con los resultados de mujeres con abortos múltiples, arrojan resultados inconsistentes con otros estudios similares. Los estudios de mayor calidad no siempre han encontrado una relación causal entre el aborto y los problemas de salud mental. Las correlaciones observadas en algunos estudios pueden explicarse por las circunstancias sociales preexistentes y la salud emocional. Varios factores, como el apego emocional al embarazo, la falta de apoyo y las opiniones conservadoras sobre el aborto pueden aumentar la probabilidad de experimentar reacciones negativas. Sin embargo, los efectos negativos en la salud mental pueden generarse por cualquier resultado del embarazo.
Los principales grupos de expertos médicos y psiquiátricos han encontrado sistemáticamente que el aborto no causa problemas de salud mental. En 2008, la Asociación Estadounidense de Psicología revisó escritos sobre el aborto y la salud mental concluyendo que el riesgo de problemas de salud mental después de un aborto inducido por un solo trimestre en mujeres adultas no es mayor que llevar a término un embarazo no deseado. Al observar que el aborto puede aliviar el estrés y "generar estrés adicional", rechazaron explícitamente la idea de que el aborto es "inherentemente traumático". Entre las mujeres que experimentan problemas de salud mental, la APA concluyó que es muy probable que estos problemas estén relacionados con factores de riesgo preexistentes. Dado que estos y otros factores de riesgo también pueden predisponer a algunas mujeres a tener más reacciones negativas después del parto, las mayores tasas de enfermedad mental observadas en mujeres con antecedentes de aborto tienen más probabilidades de ser causadas por estos otros factores que por el aborto en sí. El panel observó una grave inconsistencia entre los resultados informados por los estudios sobre el efecto de los abortos múltiples. Además, los mismos factores que predisponen a una mujer a múltiples embarazos no deseados también pueden predisponerla a tener problemas de salud mental. Por lo tanto, se negaron a llegar a una conclusión firme sobre los estudios relacionados con abortos múltiples.
Algunas mujeres experimentan emociones negativas después de un aborto, pero no a tasas diferentes de las mujeres que querían un aborto y no tuvieron uno o de mujeres que tienen abortos involuntarios. Las mujeres que tienen abortos reciben apoyo de los proveedores de servicios de aborto. Los centros de embarazo y grupos religiosos provida ofrecen asesoramiento al igual que grupos proelección.

## Síndrome postaborto
La idea de que el aborto tiene efectos psicológicos negativos fue ampliamente promovida por los centros católicos en la década de 1970 y el término "síndrome postaborto" ha sido ampliamente utilizado por los mismos para justificar sus posturas negativas sobre el aborto.
El síndrome postaborto no ha sido validado como una condición psiquiátrica y no está reconocido ni por la Asociación Estadounidense de Psicología, la Asociación Estadounidense de Psiquiatría, la Asociación Médica Estadounidense, el Colegio Estadounidense de Obstetras y Ginecólogos, ni la Asociación Estadounidense de Salud Pública.